# Gübs
Gübs este o comună din landul Saxonia-Anhalt, Germania.